# The Sojourn
The Sojourn — это инди-игра, приключенческая головоломка, разработанная и опубликованная британской независимой студией Shifting Tides. Выход игры на платформы состоялся PlayStation 4, Xbox One и Windows состоялся 20 сентября 2019 года. Игрок должен перемещаться по уровням и решать головоломки, перемещаясь поочерёдно между двумя измерениями. Сам представленный мир — это аллюзия на внутренний мир мальчика, чья история взросления прослеживается в виде статуй.
Работая над игрой, команда разработчиков хотела передать образный вид внутреннего мира человека и его прохождение через разные жизненные стадии. Сама игра, как головоломка разрабатывалась из базовой идеи перемещения между двумя измерениями, на основе которой вводились и остальные игровые механики. Работая над дизайном уровней, разработчики вдохновлялись играми Portal 2 и The Talos Principle, а в плане визуальной эстетики и способа передачи настроения и атмосферы — у Journey и The Witness. Музыкальное сопровождение к игре записал Немо Гхасеми.
Оценки игры можно охарактеризовать в целом, как сдержанно-положительные. По версии агрегатора Metacritic средняя оценка The Sojourn варьируется 71 до 78 баллов в зависимости от платформы. Критики похвалили игру за сам игровой процесс и дизайн уровней, однако указали на неясность сюжетной линии, а также однообразие представленных локаций.

## Игровой процесс
Игра представляет собой головоломку, где игрок, следуя за сгустком света, путешествует сквозь руины, образующие свои формы мгновенно перед тем, как туда ступит игрок. Начиная с начальных уровней головоломок, игроку предлагается встать на стеллу с голубым пламенем, чтобы он мог на короткое время переместиться в другое измерение, представляющее собой более тёмную и хаотичную версию реального мира. В данном режиме игрок может взаимодействовать с особыми статуями или тотемами, например меняться с ними местами. При этом игрок, перемещая статуи может также обойти стены, пропасти, которые преграждают путь. В игре также вводятся арфы, которые восстанавливают проходы, но лишь на ограниченное время, пока их мелодия не прервётся.

Для решения головоломок и прохождения уровней, необходимо переключаться между двумя измерениями, «светлым» и «тёмным»

Энергия, позволяющая пребывать в тёмном измерении ограничена. При этом ограничение выражается не во времени, а в количестве шагов, совершённых игровым персонажем. Расход силы показывается в виде полоски, если она полностью опустеет, то персонаж немедленно возвращается в исходное измерение. По мере прохождения игры, в ней вводятся новые механики, позволяющие пребывать в альтернативном измерении, например крупные арки, при пересечении которых, персонаж безгранично может находится в тёмном измерении, пока он снова не пересечёт ту же или другую аналогичную арку. Позже, в игре появляется таинственные сферы, называемые «глазами», которые позволяют игроку находится в тёмном измерении до тех пор, пока персонаж смотрит в их сторону, если он отвернётся, то сразу же окажется в исходном измерении.
Игрок также может продлить свое пребывание в тёмном измерении, используя отражатели на подставках. Эти стенды проецируют синие туннели цилиндрической формы, внутри которых продолжает существовать тёмное измерение. Туннели можно отражать с помощью нескольких отражателей, чтобы подобрать путь к выходу, а также активировать статуи или арфы. Если персонаж упадёт в пропасть ил воду, игра перезагружается на последней точке сохранения.

## Разработка и выход
Разработкой игры занималась независимая британская студия разработчиков видео-игр Shifting Tides с применением игрового движка Unreal Engine. Создание The Sojourn началось из развития базовой идеи переключаться между двумя измерениями, после чего уже команда работала над дизайном уровней, художественным стилем и повествованием. Создатели заметили, что хотели связать игру с символизмом, осмыслением и философией. Хотя игроки не сразу же поймут значение сообщений, оставленных по мере прохождения, но поймут то чувство, которые разработчики хотели до них донести. При этом сама история представлена в виде каменных статуй, через которые команда хотела передать «глубокую и важную историю». Сам игровой мир разработчики описали, как воплощение внутреннего душевного состояния, это отражается на протяжении всей игры, в частности то, как человек в самом начале рождается, «как единое целое и с чистыми сердцами, но и огромным потенциалом для накопления тьмы», являющейся частью внешней реальности. Затем человек исследует, как его внутренний свет меняется по мере того, как он растёт. Таким образом предсатвленный в игре мир воплощает чистый мир внутри человеческого сердца, а тёмный мир напоминает реальность вокруг него, в которой он живёт. Вначале тёмный мир кажется полезным, образуя мосты и активируя определённые предметы, но со временем тёмный мир начнёт обрастать разного рода препятствиями. Сама игра поделена не четыре главы, которые разработчики сравнили с разными жизненными стадиями человека, игрок должен наблюдать, как изначально красивый мир мечты начнёт постепенно превращаться в более мрачный и реальный, как бы «подвергающийся сомнению».
Одна из главных трудностей была связана с созданием головоломок, с одной стороны команда хотела сделать их достаточно сложными, но и одновременно они должны были оставаться органичными, естественными и неизменной частью основного игрового процесса, комбинируя новые сложные задачи на основе имеющихся игровых механик. Команда призналась, что отладка сложности головоломок в итоге была гораздо сложнее и требовала больше времени, чем само создание головоломок. При разработке, команда вдохновлялась игрой Portal 2, где по мнению создателей идеально совмещены игровой процесс, сюжет и визуальные эффекты, в то время, как в малых играх был достигнут такого рода баланс. Также в качестве предмета вдохновения команда указывала на игру The Talos Principle, где также объединены простая игровая механика и сложные для решения задачи. Также, значительная часть разработки была посвящена проработке окружающего пространства и в том числе анимаций «восстановления» архитектурных памятников. В первый год разработки, команда была занята почти полностью дизайном уровней, однако они были недовольны полученным визуальным стилем и решили переделать его заново, фактически с нуля.
Команда хотела создать эстетически приятный и внимательный на детали окружающий мир, но по прежнему сохранить атмосферу фантазий и вымысла. Источником вдохновения для команды выступили такие игры, как Journey и The Witness, в частности разработчики хотели, как и в Journey передать через цвета, музыку и окружающее пространство атмосферу и переживания. Работая над визуальным стилем команда в том числе вдохновлялась ближневосточной архитектурой и американским ар-деко XX века.
The Sojourn изначально разрабатывалась для персональных компьютеров. В портировании игры на PlayStation 4 и Xbox One помогала компания Iceberg Interactive. Разработчики заметили, что из-за какого либо отсутствия визуализации со множеством взрывов, разрушений, фотореалистичной среды и персонажей, у них не возникало каких либо проблем а частотой смены кадров при адаптации и даже наоборот, команда заметила, что пользуясь более мощным графическим процессором приставок, сделала порт с более высоким разрешением.
Впервые трейлер игры был продемонстрирован 26 июля 2018 года. The Sojourn была также продемонстрирована на выставке Gamescom 5 сентября 2019 года, а также стала доступна для предзаказа на сайте Epic Games. Выход игры состоялся 20 сентября 2019 года одновременно для персональных компьютеров и игровых приставок Xbox One и PS4.

## Музыка
Музыкальное сопровождение и звуковые эффекты к игре создал Немо Гхасеми, ранее имевший опыт работы с короткометражными фильмами. Композитор заметил, что был приглашён в команду, когда разработки уже закончили создание первой главы. Гхасеми очень впечатлило увиденное. Все звуковые эффекты, такие, как например журчание воды или звук камней композитор создал из лично им записанных звуковых дорожек. С некоторыми дорожками, в частности со звучанием цепи Гхасеми экспериментировал, чтобы образовать новые звуковые эффекты, а для создания звукового эффекта объединения каменных блоков, композитор использовал обработанные звуковые эффекты записи трения кирпичей об грунтовый песок. При этом звуковые сопровождения в режиме тёмного измерения подтверждены в большей степени пост-обработке, чтобы передать атмосферу страха, в противовес светлое измерение сопровождается более органичными звучаниями.
Мелодии должны были передавать атмосферу лёгкости и безмятежности, но и одновременно сочетаться с инструментами, передающими резкие звучания, в частности арфа. Вместе с новыми главами, музыка также становится более мрачной и меланхоличной. Мелодии к третьей главе создавались во время зимы, которой композитор в том числе вдохновлялся
Многие звуковые дорожки с участием музыкальных инструментов Гхасеми записывал самостоятельно, а в иных ситуациях запрашивал помощь у знакомых музыкантов. В начале композитор определился с основной музыкальной темой игры, а затем начал работать уже над её вариациями. Музыка не должна была быть слишком скучной, но и не раздражать и не отвлекать игрока. Жанр созданных мелодий Гхасеми описывал, как атмосферную музыку и эмбиент, при этом он сам вдохновлялся мелодиями, созданными к другим компьютерным играм, в частности Journey или NieR: Automata.

## Критика
| Сводный рейтинг    | Сводный рейтинг                            |
| Агрегатор          | Оценка                                     |
| ------------------ | ------------------------------------------ |
| Metacritic         | 78/100 (ПК) 71/100 (PS4) 73/100 (Xbox One) |
| Иноязычные издания |                                            |
| Издание            | Оценка                                     |
| Adventure Gamers   | [ 5 ]                                      |
| 3DJuegos           | 8,0                                        |
| Gamer.nl           | [ 16 ]                                     |
| Game Revolution    | [ 17 ]                                     |
| Push Square        | [ 18 ]                                     |
| Screen Rant        | [ 19 ]                                     |

Оценки игры можно охарактеризовать в целом, как сдержанно-положительные. По версии агрегатора Metacritic средняя оценка The Sojourn варьируется 71 до 78 баллов в зависимости от платформы.
Критик сайта Adventuregamers углядел в The Sojourn сходство с играми серии Myst, что касается безмолвного и одиночного исследования, а сами головоломки похожими на таковые из Portal. Тем не менее в итоге критик пришёл к выводу, что игра больше всего напоминает Lemmings, разумеется без полчища бродящий тварей. Сама по себе The Sojourn предлагает классическую головоломку из 90-х годов и механику, предлагающую путешествовать между двумя измерениями. Представленные головоломки критик охарактеризовал, как сложные, тем не менее сложность уровней повышается постепенно, позволяя игроку постепенно освоить каждую из игровых механик. Также данную игру нельзя назвать платформером, так как все головоломки представлены на одной плоскости, что придётся по душе игрокам, страдающим от плохой ориентации. Критик также похвалил игру за её визуальную эстетику и любовь к деталям окружающего мира, заметив, что на некоторых сценах он просто хотел остановиться и полюбоваться пространством, тем не менее сами представленные уровни рецензент счёл достаточно однообразным. Обозреватель сайта Hooked Gamers увидел в The Sojourn явное наследие таких игр, как Portal и Portal 2, которые впервые предложили чёткую механику головоломок и взаимодействие с миром, такую традицию продолжает и Sojourn, беря за основу идею перемещения в двух параллельных измерениях. Также впечатление от игры усиливается красивыми пейзажами, хотя едва ли играющими какую либо роль в повествовании. В этом плане Sojourn явно уступает Portal, которая использовала свою среду для того, чтобы рассказать историю Black Mesa. В Sojourn же сюжетная линия достаточно размыта, чтобы её можно было широко интерпретировать, также игра лишена какого либо элемента стресса, что можно расценивать и как преимущество, и как недостаток, в зависимости от предпочтений игрока.
Критик сайта Culture Vulture заметил, что с первого взгляда Sojourn выглядит, как «белая ворона» на рынке видео-игр, переполненных экшенами, требующими игровых навыков и немедленного принятия решений. Данная игра, наоборот предлагающая методичный и медленный темп решения головоломок по праву может считаться достойным представителем своего «преступно недооценённого» жанра. В частности обозреватель назвал игровую механику, связанную с перемещением между двумя измерениями крайне инновационной. Тем не менее критик оставил среднюю итоговую оценку, заметив, что с одной стороны Sojourn подкупает своей крайне интересной и хорошо сделанной игровой механикой, награждающей чувством удовлетворения игрока, когда он решает очередную головоломку. Также критик похвалил великолепную визуальную эстетику игры. Тем не менее рецензент указал и на крайне серьёзный недостаток Sojourn — а именно отсутствие причин удерживать интерес игрока, например крайне линейное прохождение, отсутствие предметов наград или коллекционирования, невнятный сюжет, не раскрывающий лор игры, а также достаточно однообразные уровни, которые наскучат игроку даже при его инновационном игровом процессе.

## Внешние ссылки
thesojourngame.com — официальный сайт The Sojourn